# Olympische Sommerspiele 2024/Teilnehmer (Liberia)
| Gelbes Symbol für Goldmedaillen mit stilisierten Olympischen Ringen | Graues Symbol für Silbermedaillen mit stilisierten Olympischen Ringen | Braundes Symbol für Bronzemedaillen mit stilisierten Olympischen Ringen |
| ------------------------------------------------------------------- | --------------------------------------------------------------------- | ----------------------------------------------------------------------- |
| —                                                                   | —                                                                     | —                                                                       |

Liberia nahm an den Olympischen Spielen 2024 vom 26. Juli bis zum 11. August 2024 in Paris mit 8 Athleten (5 Männer, 3 Frauen) teil. Es war die insgesamt 14. Teilnahme an Olympischen Sommerspielen.

## Teilnehmer nach Sportarten

### Leichtathletik
Vier liberianische Leichtathleten hatten die Olympianormen des Weltverbandes erreicht. Zudem qualifizierte sich die 4 × 100 m-Staffel der Männer bei dem World Athletics Relays 2024 für die Olympischen Spiele.
Laufen und Gehen
| Athleten                                                    | Wettbewerb   | Vorlauf | Vorlauf | Hoffnungslauf | Hoffnungslauf | Halbfinale    | Halbfinale    | Finale        | Finale        | Rang          |
| Athleten                                                    | Wettbewerb   | Zeit    | Rang    | Zeit          | Rang          | Zeit          | Rang          | Zeit          | Rang          | Rang          |
| ----------------------------------------------------------- | ------------ | ------- | ------- | ------------- | ------------- | ------------- | ------------- | ------------- | ------------- | ------------- |
| Frauen                                                      |              |         |         |               |               |               |               |               |               |               |
| Thelma Davies                                               | 100 m        | 12,05 s | 9       | ausgeschieden | ausgeschieden | ausgeschieden | ausgeschieden | ausgeschieden | ausgeschieden | ausgeschieden |
| Destiny Smith-Barnett                                       | 100 m        | 11,99 s | 8       | ausgeschieden | ausgeschieden | ausgeschieden | ausgeschieden | ausgeschieden | ausgeschieden | ausgeschieden |
| Ebony Morrison                                              | 100 m Hürden | 12,93 s | 6       | 12,82 s       | 1             | DSQ           | DSQ           | ausgeschieden | ausgeschieden | ausgeschieden |
| Männer                                                      |              |         |         |               |               |               |               |               |               |               |
| Emmanuel Matadi                                             | 100 m        | 10,08 s | 4       | —             | —             | 10,18 s       | 8             | ausgeschieden | ausgeschieden | ausgeschieden |
| Joseph Fahnbulleh                                           | 200 m        | 20,20 s | 1       | —             | —             | 20,12 s       | 2             | 20,15 s       | 7             | 7             |
| Jabez Reeves Emmanuel Matadi John Sherman Joseph Fahnbulleh | 4 × 100 m    | 38,97 s | 7       | —             | —             | —             | —             | ausgeschieden | ausgeschieden | ausgeschieden |

Als Ersatzläufer für die 4 × 100 m Staffel der Männer wurde Akeem Sirleaf gemeldet.